# Augustinermuseum
El Augustinermuseum (Museo Agustiniano) se encuentra ubicado en la ciudad alemana de Friburgo de Brisgovia (Freiburg im Breisgau) en medio de la parte antigua de la ciudad. Se trata de uno de los museos más grandes del sur de Baden-Wurtemberg, el Augustinermuseum fue en su época un monasterio de eremitas agustinianos.
La remodelación del monasterio se planeó en 1901 y la construcción empezó en 1909, pero la Primera Guerra Mundial interrumpió el proyecto en 1915. Cuatro años después Karl Gruber siguió con la construcción, que abrió sus puertas a los visitantes en 1923. La administración municipal no disponía de muchos recursos económicos después de la guerra, por lo que el museo permaneció en un estado limitado y muy provisional hasta la subsanación general que terminó en el 2010.
En cuanto al espacio y la conversación, muchos de los objetos expuestos no pueden ser mostrados aunque la primera fase de construcción terminó en marzo de 2010. Así, la colección gráfica con más de 70 000 piezas y la sección de folclore no se pueden exponer. Dicho estado se prolongará hasta la terminación de la tercera parte de la construcción, que finalizará en 2023.
En junio de 2010 la sala de exposiciones abrió con una exposición doble del Museo de Arte Moderno en Friburgo con obras de Katharina Grosse y su hija Barbara.
La British Guild of Travel Writers declaró el Augustinermuseum una de las mejores nuevas atracciones turísticas en el mundo en diciembre de 2010.

## Patrimonio
El Augustinermuseum (Museo Agustiniano) fue en su época un monasterio de eremitas agustinianos. Hoy es un museo moderno transformado por el arquitecto Christoph Mäckler. Después de la subsanación que duró varios años, el Augustinermuseum abrió sus puertas el 23 de marzo de 2010 para el público. También es el museo de la archidiócesis de Friburgo.
Entre las propiedades del museo se encuentra abundante material en papel (documentos, mapas, ilustraciones, etc.) relativo a la ciudad. Además el museo cuenta con numerosas esculturas de los monasterios de Friburgo, tapices, joyería, pinturas originales y tallas de madera. También contiene dependencias en el propio edificio que representan la forma de vivir de los habitantes de los siglo XVIII, remarcado la exposición en las figuras de porcelana, las estufas artísticas y samovares para calentar habitaciones y los numerosos relojes mecánicos adornando paredes y muebles de la época.
La escasa área de exposición no permite exponer completamente los fondos del museo, compuesta casi de 70 000 hojas de material gráfico y así como los materiales del departamento de Mundo antiguo y etnología, el material de artesanía antigua no está muy completo. Comparable y muy relacionada con el significado del arte y la cultura de la zona desde la Edad Media hasta el siglo XX es la colección del Museo de Unterlinden en Colmar y los colecciones de Basilea.
Existen otras dependencias apartadas (no en el mismo edificio) del museo, tales como: el Museo de la historia de la ciudad (Museum für Stadtgeschichte) en el Wentzingerhaus.

## La subsanación

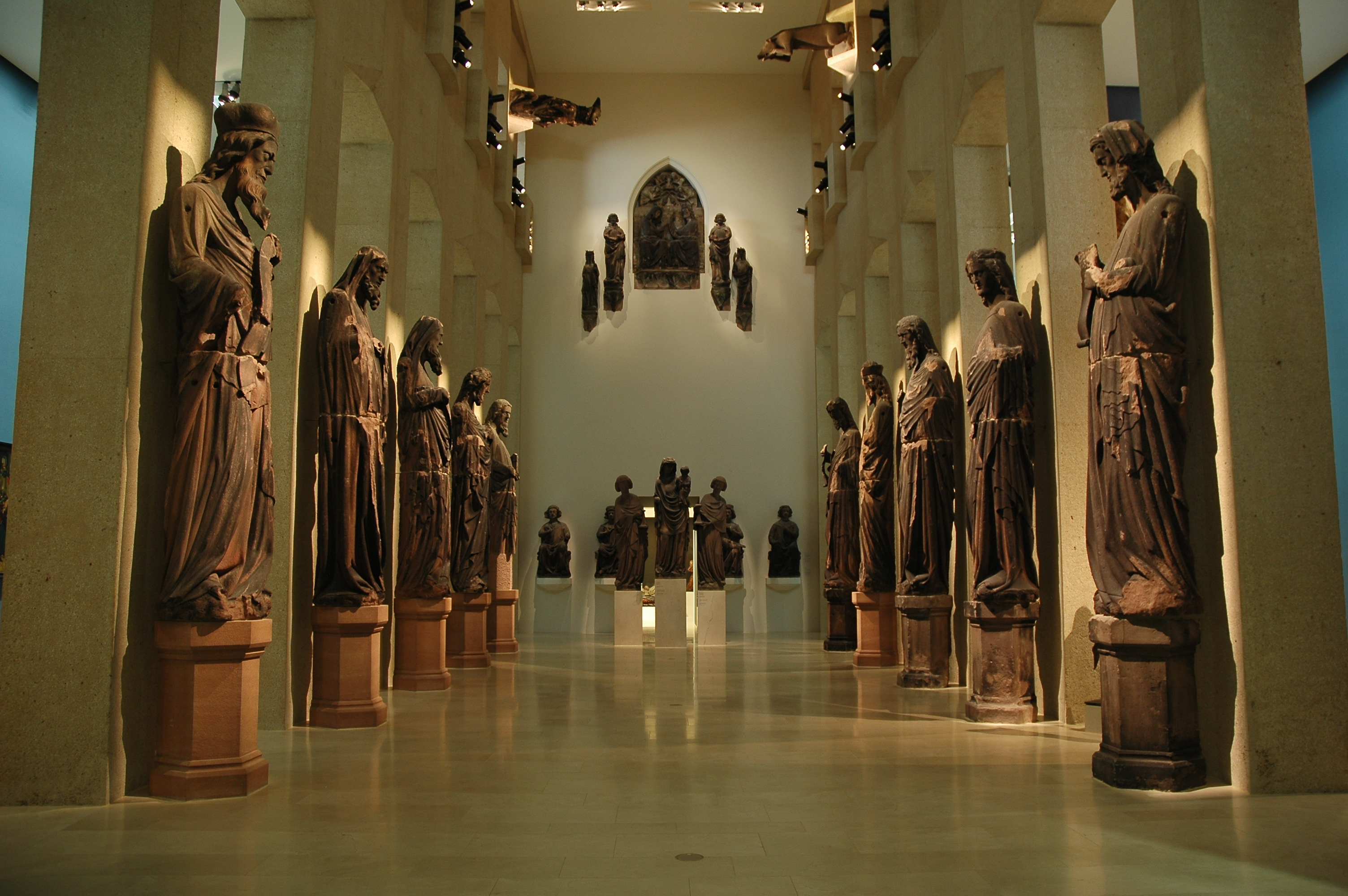
pabellón de esculturas

La subsanación general de todo el edificio empezó en 2004. El arquitecto Christoph Mäckler de Fráncfort del Meno fue encargado con los planes. La duración de los trabajos se consideró entre 5 a 8 años. 
En la primera fase de la subsanación la iglesia ha sido saneado. El proceso duró hasta 2010. Se entra en una generosa sala de espera. En el sótano ahora hay salas para exposiciones especiales de una superficie de 450 metros cuadrados que ofrece suficiente espacio para mostrar exposiciones de un estándar internacional. Un museo de pinturas fue creado en el ático. En la planta baja ahora hay un café. 

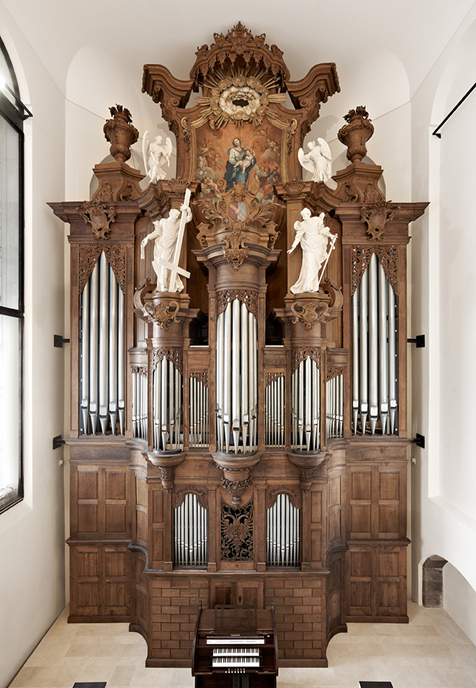
Órgano de 1732

En la iglesia remodelada por Mäckler hay un pabellón de esculturas en cuál se encuentran las piezas originales del catedral de Friburgo. 
Además está una caja barroca de órgano de la iglesia de los años 1732 de la monasterio imperial libre de Gengenbach que le han puesto un órgano de la empresa M. Welte & Söhne (Welte e Hijos) en 1935.
En el ático hay obras de Franz Xaver Winterhalter, Hans Thoma, Anselm Feuerbach y otros. En total hay 1400 metros cuadrados climatizados para la arte. En el antiguo coro de la iglesia las esculturas, los altares, las pinturas y otras obras hacen un buen efecto. Desde una caja de 8 metros de altura figuras miran a los visitantes y una vitrina de 14 metros de longitud se extiende por la pared lateral.
Desde el 22 de enero de 2011 es posible visitar nuevamente los objetos expuestos de la «Schatzkammer» (La Tesorería). Son obras famosas que fueron creadas entre el siglo VIII y el siglo XVIII. Las piezas seleccionadas forman parte de una colección muy grande que se mostrará después de la tercera parte de la subsanación.
El objetivo de la segunda fase es la subsanación y la construcción en la Salzstraße (Calle del Sal) donde se instalará la Colección Gráfica. El costo monta a 8,5 millones de Euros.
En la tercera y última fase de la subsanación el claustro será saneado y tres sótanos abovedados serán remodelados.

## Ejemplos de las colecciones
- El Catedral de Friburgo de Brisgovia. Se trata de una colección con abundantes piezas de orfebrería oro y plata.
- La colección de tapices como parte de la colección de materiales textiles de la Edad Media tardía
- Trabajos de los pintores Hans Baldung Grien, Matthias Grünewald y Lucas Cranach d.Ä.
- Pinturas de Anselm Feuerbach, Franz Xaver Winterhalter y Hans Thoma como ejemplos de pintores de Baden de los siglos XIX y XX (no expuestos permanentemente)
- Trabajo de papel como Dibujos, Grabados y Iluminaciones (casi 70 000 objetos fuera de exposición)
- Importante colección de vidrieras (no expuestas)
- Importante colección de los objetos de la vida y costumbres de la Selva Negra así como de los Schwarzwälder Uhren (Relojes de la Selva Negra). (no expuestos)
- Colección de monedas empleadas en el sudoeste de Alemania, una de las pocas colecciones que posee los moldes originales de las monedas (fuera de exposición)
- Legado de la empresa alemana M. Welte & Söhne sita en Freiburg (Autómatas musicales, fuera de exposición)
- Una colección de relojes (sólo en exposición ocasionalmente)

## Saneamiento del Museo
Ya en el año 1909 se hizo la planificación del saneamiento de los espacios del monasterio agustiniano y en 1914 se comenzó la construcción que duró sólo un año debido a la Primera Guerra Mundial. Se reanudaron las tareas en 1919 pero más lento que antes porque la guerra no dejó dinero para el saneamiento general del museo. Por eso sus instalaciones quedaron en un estado provisional e indefinido.
En el año 2006 se empezó de nuevo con la planificación del saneamiento total de las dependencias del museo. Los trabajos fueron diseñados por el arquitecto de Fráncfort del Meno Christoph Mäckler. La primera zona de museo abordada por las restauraciones del edificio (abordadas durante 2006 hasta 2008) corresponde a la estabilización de la zona donde se ubica la iglesia que posee excavaciones con restos arqueológicos. En la fachada oeste se pondrá un nuevo acceso a la iglesia, así como una escalera y diversos ascensores que facilitarán el acceso para minusválidos y empleados para el transporte de las obras. Se ampliarán los sótanos del edificio para que sea posible ampliar el espacio de exposición. 
La segunda parte planificada del saneamiento a partir del año 2009 aborda el nuevo edificio anexo a la calle Salzstraße, colocando a las obras gráficas de este edificio en la mejor disposición para su conservación, colocando sistemas de transporte interiores capaces de poder cambiar los elementos de las exposiciones con mayor facilidad. La torre construida en el año 1920 se renovará por completo con un nuevo edificio.